# مارک کوترسکی
مارک کوترسکی (لهستانی: Marek Koterski؛ زادهٔ ۱۹۴۲) بازیگر، کارگردان سینما و تئاتر ، فیلم‌نامه‌نویس و نمایشنامه‌نویس اهل لهستان است.
از فیلم‌ها یا مجموعه‌های تلویزیونی که وی در آن‌ها نقش داشته است، می‌توان به ما همه مسیح هستیم اشاره نمود.